# 溫尼基 (德羅霍貝奇區)
49°24′20″N 23°16′53″E / 49.40556°N 23.28139°E
溫尼基（羅馬化：Vynnyky）是烏克蘭的村落，位於該國西部利沃夫州，由德羅霍貝奇區負責管轄，始建於1589年，面積1.54平方公里，2001年人口797，人口密度每平方公里519.22人。